# Кртољски архипелаг
Кртољски архипелаг је низ острва и полуострва која деле Тиватски и Кртољски залив, можда је најприкладнији назив Свештени архипелаг који није био уобичајен, али је примењиван у разним периодима средњег века. Кртољски архипелаг сачињава низ међусобно блиских острва, и то:
- Острво Светога Архангела Михаила (традиционалним називом Превлака, са садашњом црквом Свете Тројице и туристичким комплексом названим Острво цвијећа)
- Острво Светога Архангела Гаврила (што му је и најстарији назив из VI века, названог Страдиоти у XVI века, што је читав миленијум касније наметнут је за време Млетачке републике, као и трећи назив Свети Марко, по покровитељу Млетачке републике, дат у време (1965 - 1970) када је на острву било туристичко насеље Медитеран Клуб из Париза.
- Острво Пресвете Богородице (или Госпе од Милости), заштитнице трудница, на којем се налази жртвеник Junone Lucine, античке богиње, заштитнице трудница и новорођенчади, што говори о континуитету сличног култа још од античког доба. Жртвеник је нађен у насипу материјала довезеног са суседних архангелских острва.

На источној страни, на Превлаку се надовезује полуострво Светога Спаса, па брежуљак Светога Спаса и у продужетку брежуљак Светих Сергија и Вакха (где су постојали остаци истоимене црквице све до 1970. године и врло старо, а сада је и ново, грбље Светога Срђа).
Само на два Архангелска острва (Острво Светога Архангела Михаила, Острво Светога Архангела Гаврила) према Изводу из старог рукописа превлачког, некада је било ...12 огромних цркви са по три олтара, и више малих капела, тако да се на ова два острва могло у једно јутро по 40 боженствених литургија одслужити.
О великом значају овог архипелага писано је нарочито од када је ту успостављена српско - православна епископија. Архиепископ Свети Данило II, српску Превлачку епископију је називао Славном чак првог столећа њеног постојања. Судећи по Даниловом описивању тамошњих прилика, може се закључити да је и он боравио на Превлаци.
Још пре археолошких истраживања, на основу разних сазнања, помакло се познавање старости овог Светилишта за више столећа уназад, до цара Ираклије у 7 веку, па и до цара Јустинијана у VI веку, а археолошким истраживањима од 2003. године и до цара Константина у IV веку. Све су то трагови источне, односно византијске културе. Најзначајнији новији налаз је гроб из III века, испод зида апсиде велике цркве Светог Архангела Михаила. По месту и начину сахрањивања јасно је да је то био високи црквени достојанственик. Ван ове цркве, у дубљим слојевима пронађен је сачуван подни мозаик, вероватно неке базилике, још из доба Христа. Наставак радова у све дубље слојеве, открио је још старије предхришћанске културе.